# Київський шлях

Орієнтовне розміщення Київського шляху:
1 — Київ, 2 — Білогородка, 3 — Брусилів,
4 — Житомир, 5 — Звягель, 6 — Корець,
7 — Дорогобуж, 8 — Рівне, 9 — Олика,
10 — Луцьк, 11 — Володимир, 12 — Чуднів,
13 — Романів, 14 — Полонне, 15 — Острог

Київський шлях — колишня магістральна дорога у XVI—XVIII століттях, що сполучала Київ з Волинню через Білогородку, Брусилів та Житомир.

## Історія
Згадується в грамотах 1458 року, як Смоляний шлях або Івницька дорога. Простягалася з Києва через річку Либідь (притока Дніпра), біля Жулян повертала на Борщагівку (нині — житлові масиви в межах Києва), далі у напрямку Білогородки, Брусилова до Івниці (нині — село Житомирського району, а звідти через Житомир — далі на Волинь. Назву Смоляний шлях отримала через те, що нею з Полісся здійснювали перевезення смоли, дьогтю та поташу.
Від Житомира гостинець розгалужувався і прямував на захід у двох напрямках:
- через Звягель, Корець, Дорогобуж, Рівне, Олику, Луцьк, Володимир — північна гілка;
- через Чуднів, Романів, Полонне, Острог — південна гілка.